# Rhapsody (операционная система)
Rhapsody — кодовое имя созданной Apple операционной системы в период между покупкой NeXT в 1996 году и первым упоминанием о Mac OS X в 1998 году. Система была разработана на базе ОС OPENSTEP, но при этом была перенесена на компьютеры PowerMac и содержала другой графический интерфейс. Некоторые технологии Mac OS X, в том числе QuickTime и AppleSearch также присутствовали в Rhapsody. MacOS 8 поддерживалась в режиме эмуляции.

## История
Rhapsody упоминалась на выставке MacWorld Expo в Сан-Франциско 7 января 1997 года и была впервые показана в том же году на Всемирной конференции разработчиков (WWDC). Версия Developer Release была отдельно выпущена для компьютеров с процессорами Intel x86 и PowerPC. Следующей стала версия «Premier», за которой последовала «Unified» во второй четверти 1998 года. Учитывая то, что Apple разрабатывала сразу две разных системы, было сложно предугадать, что будет включено в новые релизы. В 1998 году на MacWorld Expo в Нью-Йорке Стив Джобс объявил, что Rhapsody будет выпущена как Mac OS X Server 1.0 (продавалась в 1999). Исходный код затем перешел в Darwin, открытый вариант Mac OS X.